# Asia de Sud
Asia de Sud este o regiune geografică care este mărginită la nord-est, nord, nord-vest de munți care o separă de restul Asiei. Din punct de vedere geologic Asia de Sud are o placă tectonică proprie. Regiunea mai fiind denumită și „Subcontinentul Indian”, deoarece teritoriul cel mai mare aparține Indiei. Asia de Sud este o regiune care are o populație de mai multe miliarde de locuitori ce reprezintă  20% din totalul locuitorilor globului.

## State
- Bangladesh
- Bhutan

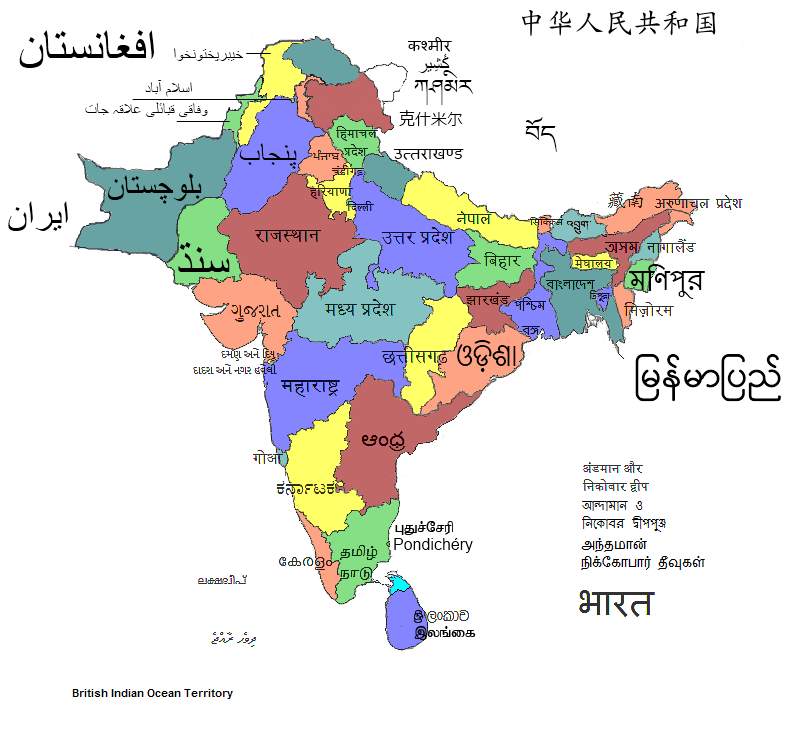
Harta cu regiunile de limbi vorbite

- India (are ponderea cea mai mare a teritoriului și populație)
- Maldive
- Nepal
- Pakistan
- Sri Lanka
- Afghanistan (este încadrat de unii la Asia Centrală)

## Religii
| Afganistan                             | suniți musulmani (80%), Shi'a musulmani (19%), other (1%)                                                                    |
| Bangladesh                             | musulmani (81.7%), hinduiști (14.2%), budiști (0.7%), creștini (1.3%), ateiști (2.0%), anisimiști si credințe tribale (0.1%) |
| Teritoriul Britanic din Oceanul Indian | creștini (45.55%), hinduiști (38.55%), musulmani (9.25%), fără confesiune (6.50%), ateiști (0.10%), Other (0.05%)            |
| Bhutan                                 | budiști (75%), hinduiști (25%)                                                                                               |
| India                                  | hinduiști (80.5%), musulmani (13.4%), creștini (2.3%), Sikh (1.9%), budiști (0.8%), ianiști (0.4%), Others (0.6%)            |
| Maldive                                | suniți musulmani (100%) |
| Myanmar                                | Theravada Buddhism (89%), musulmani (4%), creștini (4%), anisimiști (1%), others (including hinduiștiism) (2%))              |
| Nepal                                  | hinduiști (80.6%), budiști (10.7%), musulmani (4.2%), Kirat (3.6%)                                                           |
| Pakistan                               | musulmani (96.28%), creștini (1.59%), hinduiști (0.25%), Ahmadi (0.22%)                                                      |
| Sri Lanka                              | Theravada budiști (70.42%), musulmani (10.89%), hinduiști (8.78%), catolici (7.77%), Other creștini (1.96%), Other (0.13%)   |
| Tibet                                  | budiști, Bön, musulmani, si others... (Data Unknown)                                                                         |